# Заслужений працівник цивільного захисту України
Заслужений працівник цивільного захисту України — державна нагорода України — почесне звання України, що надається Президентом України відповідно до Закону України «Про державні нагороди України» після набрання чинності з 1 січня 2011 року Закону України «Про внесення зміни до статті 10 Закону України „Про державні нагороди України“» від 20 січня 2010 року № 1816-VI.
Станом на 31 грудня 2024 року, Президентом України ще не встановлені підстави для присвоєння почесного звання «Заслужений працівник цивільного захисту України» та не внесені відповідні зміни до положення про почесні звання України, затвердженого Указом № 476/2001 від 29 червня 2001 року.

## Заслужені працівники цивільного захисту України
- 17 вересня 2012 року почесне звання «Заслужений працівник цивільного захисту України» було вперше присвоєно Андрієнку Василю Миколайовичу — генерал-майору служби цивільного захисту, Головашу Миколі Івановичу — полковнику служби цивільного захисту, Дмитровському Сергію Юрійовичу — генерал-майору служби цивільного захисту та Куценку Миколі Семеновичу — полковнику служби цивільного захисту у відставці.[2]
- 27 червня 2013 року почесне звання було присвоєно Біляєву Сергію Васильовичу — начальнику 2 Спеціального центру швидкого реагування ДСНС України, полковнику служби цивільного захисту (Сумська область) та Чізмарю Євгенію Юлійовичу — рятувальникові Ужгородської гірської пошуково-рятувальної групи гірської пошуково-рятувальної частини аварійно-рятувального загону спеціального призначення управління ДСНС України у Закарпатській області.[3]
- 24 серпня 2013 року почесне звання було присвоєно Одарюку Павлу Васильовичу — генерал-майору служби цивільного захисту та Федорчаку Віктору Васильовичу — генерал-майору служби цивільного захисту.[4]
- 17 вересня 2013 року звання було присвоєно ще 8 особам.[5]